# Wild- und Freizeitpark Klotten
Koordinaten: 50° 9′ 32″ N, 7° 9′ 46″ O
Der Wild- und Freizeitpark Klotten (oft auch kurz Klotti Park) ist ein Freizeitpark an der Mosel bei Klotten in Rheinland-Pfalz.
Der Park wurde 1970 als reiner Wildpark von der Familie Hennes gegründet und 1995 von den Söhnen Josef und Hubert Hennes übernommen. Diese begannen ab 1996, zusätzlich zum Wildpark, Spielgeräte und Fahrgeschäfte zu errichten. 2004 wurde mit der Achterbahn Die heiße Fahrt die erste große Attraktion errichtet und gleichzeitig ein dreistufiges Ausbauprojekt gestartet.
Die Wildwasserbahn Zum Rittersturz von ABC Rides wurde im April 2012 fertiggestellt, nach Angaben des Parks ist es mit 25 Metern die höchste, 56° Schussneigung steilste und maximal 75 km/h schnellste Wildwasserbahn Deutschlands. Im Projektplan ist noch ein neues Restaurant enthalten, ein Zeitpunkt für dessen Umsetzung steht noch nicht fest.
Eine weitere Attraktion in dem 300.000 m² umfassenden Park ist das 2003 renovierte Bärengehege. Die Haltung Europäischer Wölfe wurde 2017 eingestellt und das Wolfsrudel an den Alternativen Wolf- und Bärenpark Schwarzwald in Bad Rippoldsau-Schapbach gegeben.
Am 6. August 2022 kam es im Park zu einem tödlichen Unfall, als eine Frau während der Fahrt aus der Achterbahn Die heiße Fahrt fiel.

## Attraktionen

### Achterbahn

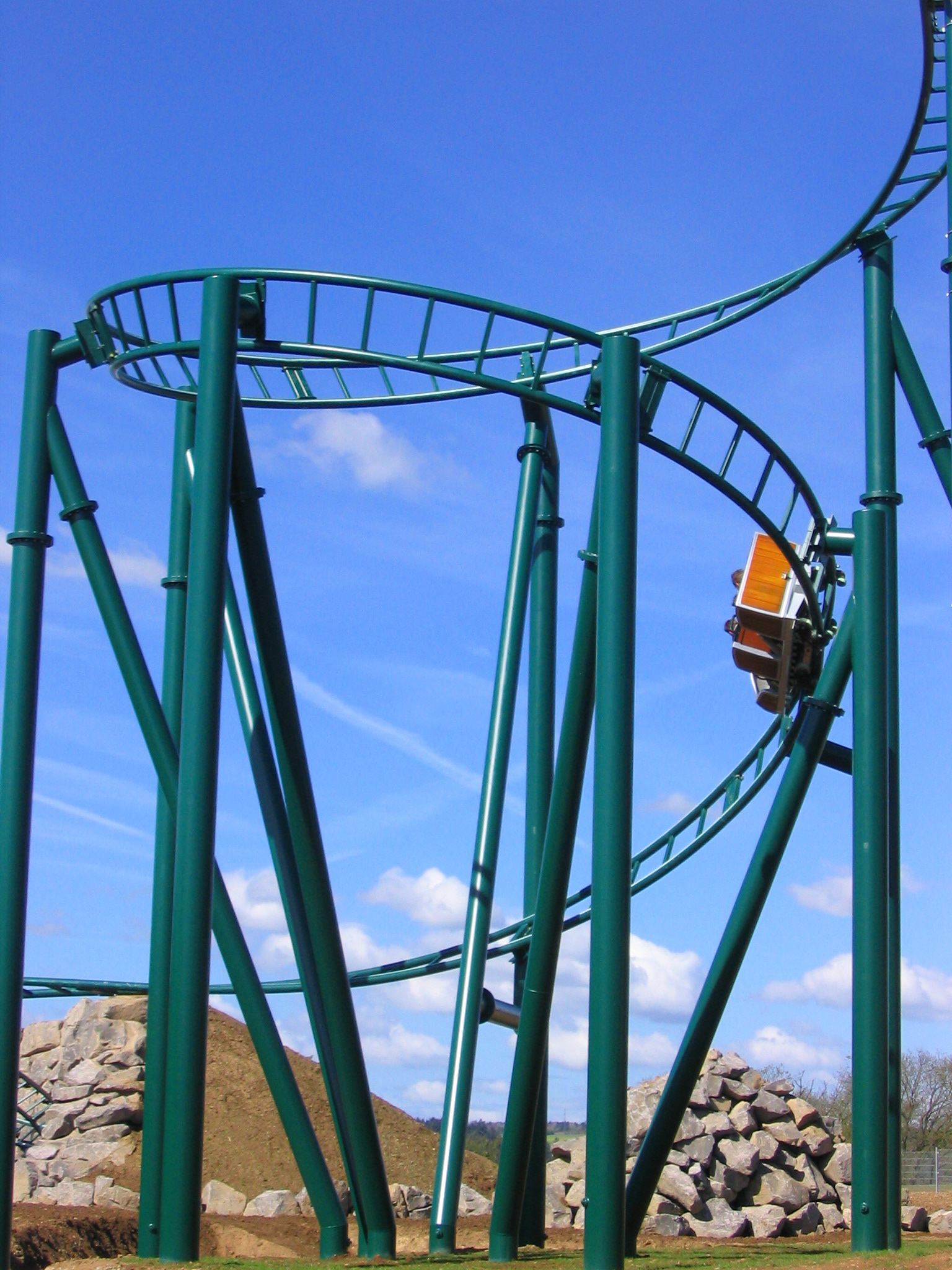
Die Achterbahn Heiße Fahrt

| Name            | Geschwindigkeit | Höhe   | Typ             | Hersteller | Eröffnungsjahr |
| --------------- | --------------- | ------ | --------------- | ---------- | -------------- |
| Die heiße Fahrt | 55 km/h         | 17,5 m | Bobsled Coaster | Gerstlauer | 2004           |

### Sonstige Attraktionen

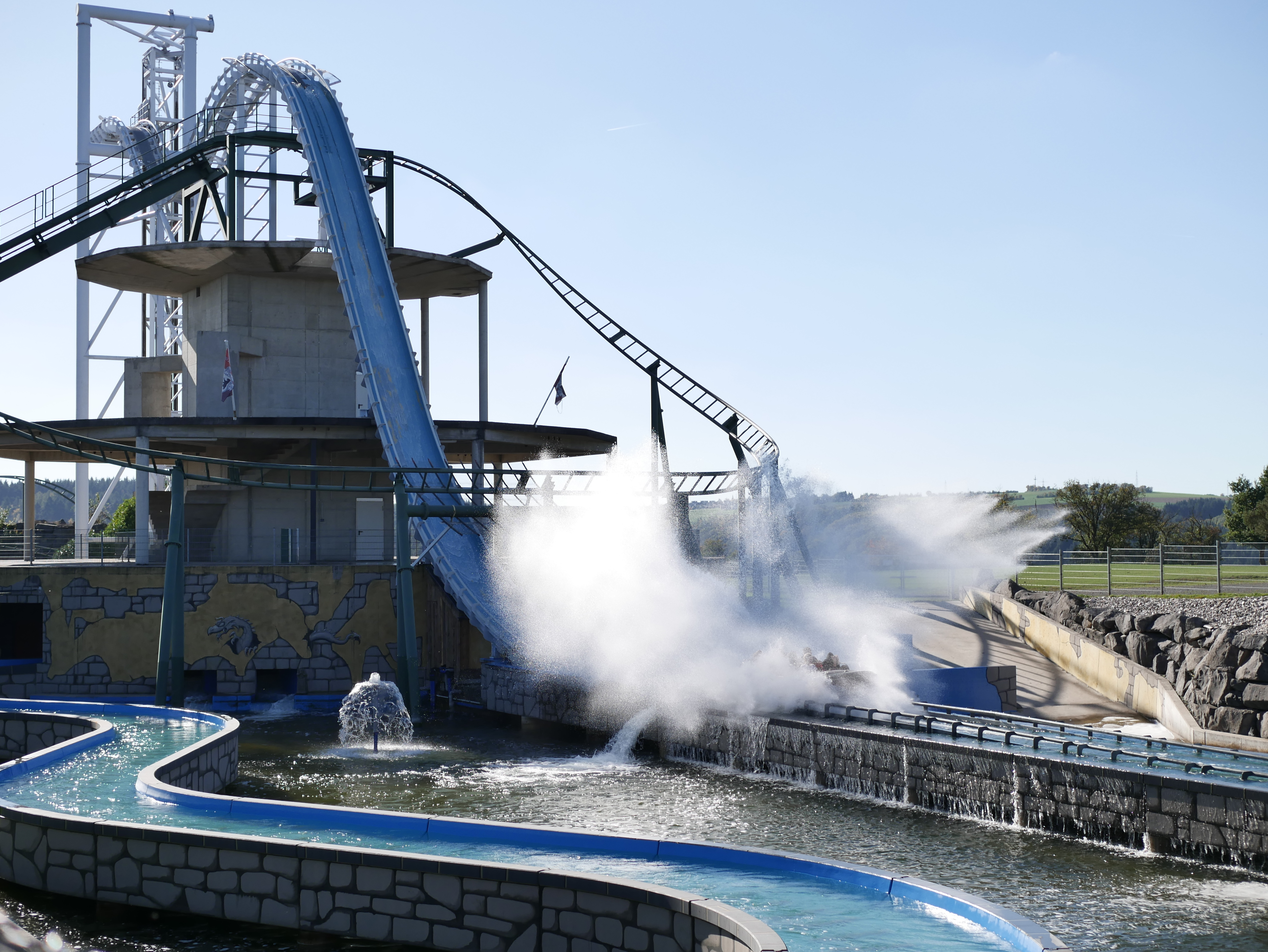
Zum Rittersturz (2017)

- Wildwasserbahn Zum Rittersturz
- Pferdereiten
- Trampolin
- Klottiturm
- Schlauchboot-Wasserrutsche
- Riesen-Rutsche
- Wildwasser-Rondell
- Kidi Bob
- Kid Bagger
- Motorschaukel Komet
- Looping Star
- Wasserbob
- Seilbahn
- Schaukelanlage
- Spielplatz
- Hüpfkissen
- Streichelzoo
- Klotti Karotti
- Abenteuerbauernhof
- Dampfmaschine
- Barfußpfad

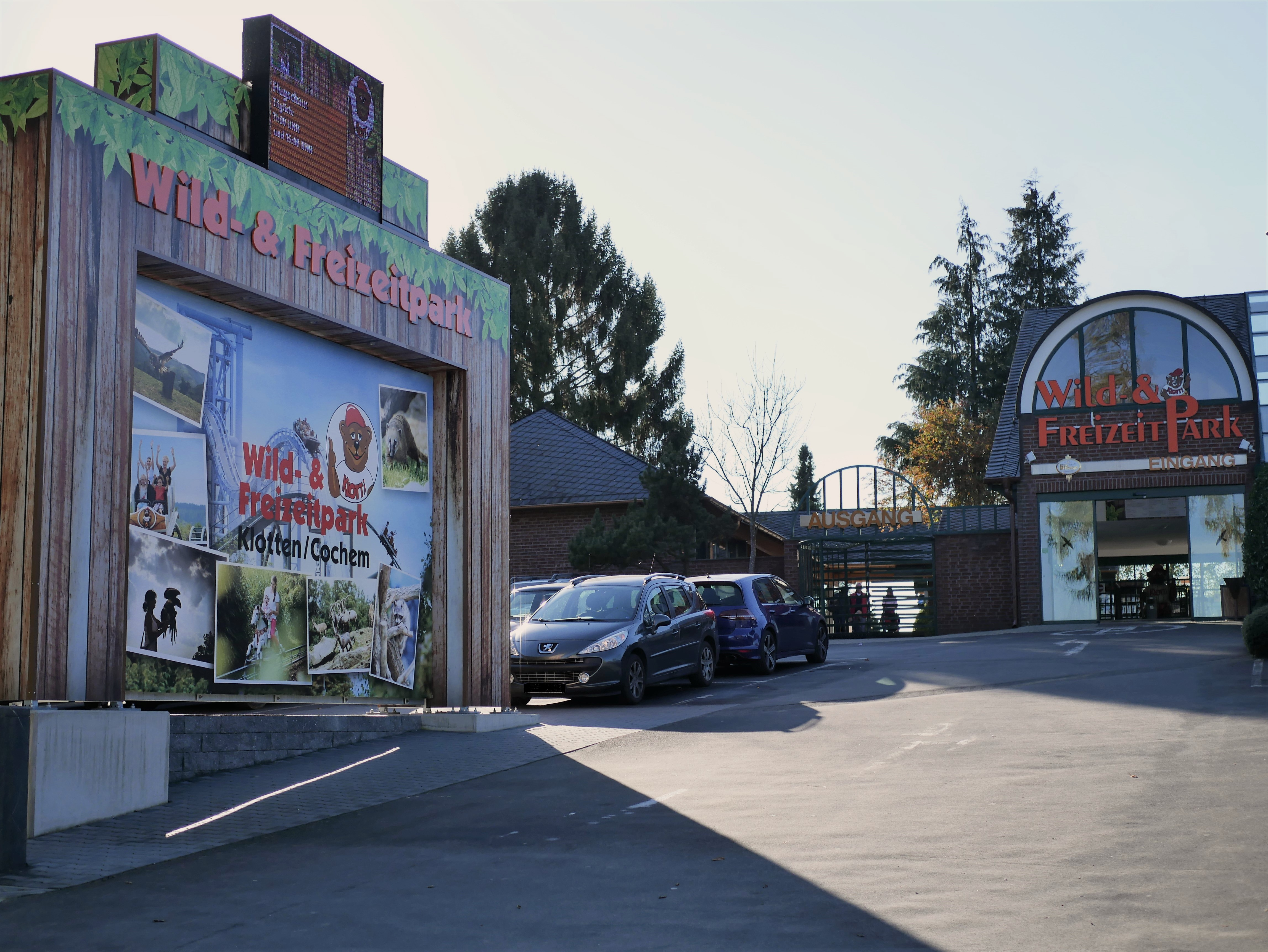
Eingang
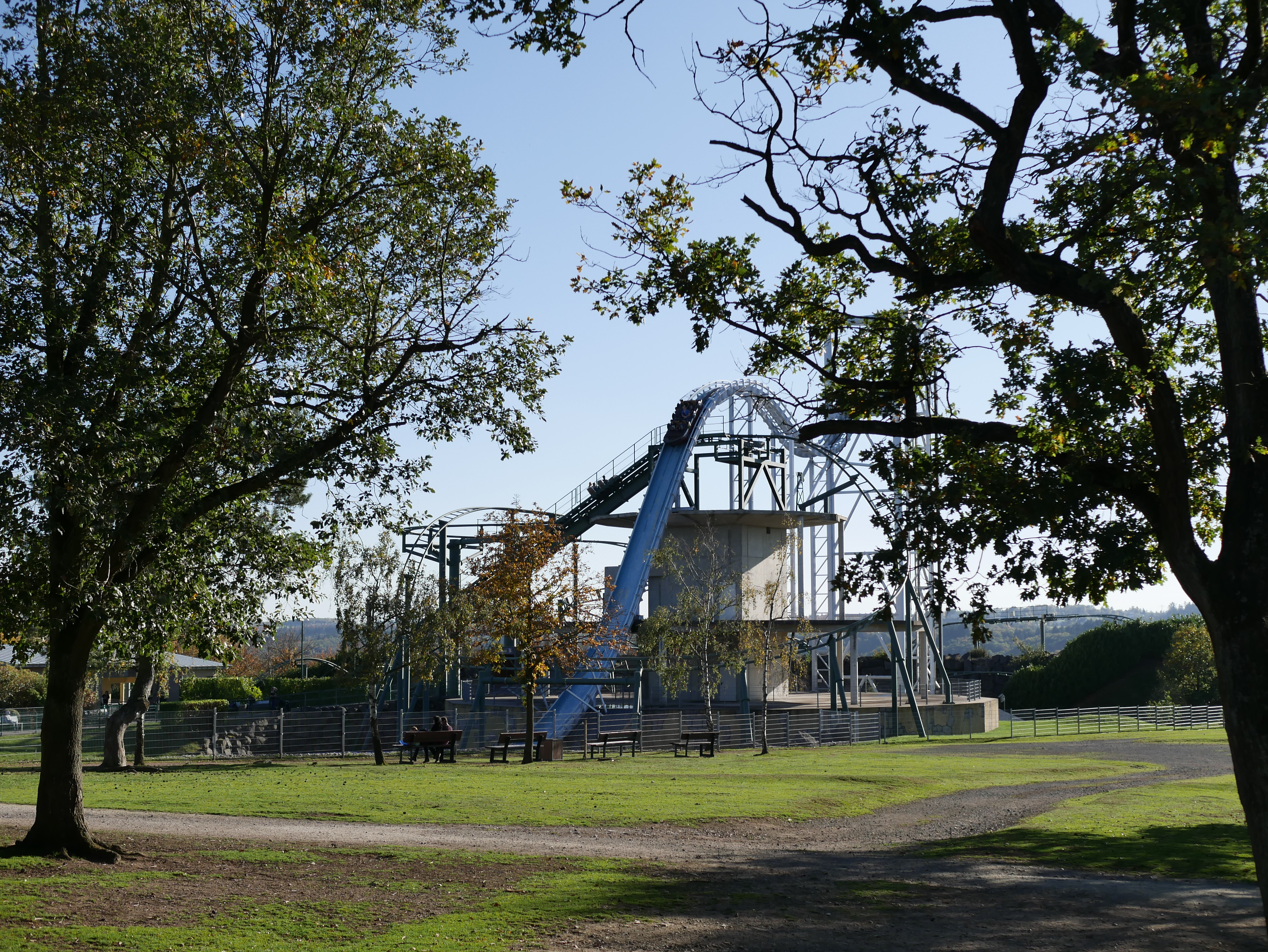
Wildwasserbahn Zum Rittersturz und Achterbahn Heiße Fahrt (2017)